# San Julián (El Salvador)
San Julián è un comune del dipartimento di Sonsonate, in El Salvador.